# Coacoatzintla
Coacoatzintla es una localidad del estado mexicano de Veracruz. Es cabecera del municipio de Coacoatzintla.

## Demografía
| Censo | Población |
| ----- | --------- |
| 1900  | 581       |
| 1910  | 1402      |
| 1921  | 734       |
| 1930  | 706       |
| 1940  | 667       |
| 1950  | 750       |
| 1960  | 810       |
| 1970  | 1094      |
| 1980  | 2335      |
| 1990  | 3092      |
| 1995  | 4223      |
| 2000  | 4872      |
| 2005  | 5866      |
| 2010  | 6832      |
| 2020  | 7977      |